# Medakeripura, Chitradurga
Medakeripura là một làng thuộc tehsil Chitradurga, huyện Chitradurga, bang Karnataka, Ấn Độ.